# Janula
Genre
Synonymes
- Janulus Thorell, 1881 nec Lowe, 1852
- Monetoculus Wunderlich, 2008

Janula est un genre d'araignées aranéomorphes de la famille des Theridiidae.

## Distribution
Les espèces de ce genre se rencontrent en Asie, en Amérique et en Océanie.

## Liste des espèces
Selon World Spider Catalog (version 23.5, 13/09/2022) :
- Janula aspus (Levi, 1964)
- Janula batman Yoshida & Koh, 2011
- Janula bicornigera (Simon, 1894)
- Janula bicornis (Thorell, 1881)
- Janula bicruciata (Simon, 1895)
- Janula bifrons (Thorell, 1895)
- Janula bizona Yoshida & Koh, 2011
- Janula bruneiensis Yoshida & Koh, 2011
- Janula bubalis Yoshida & Koh, 2011
- Janula chiapensis (Levi, 1955)
- Janula colima (Levi, 1955)
- Janula crysus (Buckup & Marques, 1992)
- Janula cuzco (Levi, 1967)
- Janula dominica (Levi, 1955)
- Janula erythrophthalma (Simon, 1894)
- Janula flores Rodrigues, 2022
- Janula itaqui Rodrigues, 2022
- Janula jimmyi (Chavari & Brescovit, 2014)
- Janula juarezi (Levi, 1955)
- Janula luteolimbata (Thorell, 1898)
- Janula lutzenbergeri Rodrigues, 2022
- Janula malachina (Simon, 1895)
- Janula mamiraua Rodrigues, 2022
- Janula manauara Rodrigues, 2022
- Janula marginata (Thorell, 1898)
- Janula modesta (Thorell, 1898)
- Janula moyobamba (Levi, 1964)
- Janula nadleri (Levi, 1955)
- Janula nebulosa (Simon, 1895)
- Janula ocreata (Simon, 1909)
- Janula panamensis (Levi, 1955)
- Janula parva (Wunderlich, 2008)
- Janula picta (Simon, 1895)
- Janula pimenta Rodrigues, 2022
- Janula pyrus (Levi, 1964)
- Janula salobrensis (Simon, 1895)
- Janula seguro Rodrigues, 2022
- Janula taprobanica (Simon, 1895)
- Janula teresopolis (Levi, 1964)
- Janula triangularis Yoshida & Koh, 2011
- Janula triocellata Yoshida & Koh, 2011
- Janula unitus (Levi, 1964)
- Janula vaticus (Levi, 1964)
- Janula zurlus (Levi, 1964)

## Systématique et taxinomie
Janulus Thorell, 1881, préoccupé par Janulus Lowe, 1852, a été remplacé par Janula par Strand en 1932.
Monetoculus a été placé en synonymie par Yoshida et Koh en 2011.

## Publications originales
- Strand, 1932 : « Miscellanea nomenklatorica zoologica et palaeontologica, III. » Folia Zoologica et Hydrobiologica, vol. 4, p. 133-147.
- Thorell, 1881 : « Studi sui Ragni Malesi e Papuani. III. Ragni dell'Austro Malesia e del Capo York, conservati nel Museo civico di storia naturale di Genova. » Annali del Museo Civico di Storia Naturale di Genova, vol. 17, p. 1-727 (texte intégral).